# Vibraye

Vibraye este o comună în departamentul Sarthe, Franța. În 2009 avea o populație de 2,629 de locuitori.